# Fiat 147
La Fiat 147 era la versione brasiliana della Fiat 127, prodotta nello stabilimento Fiat di Betim dal 1976 al 1986 e disponibile anche in versione Panorama e tre volumi.
La 147 è stata la prima auto al mondo ad usare un motore alimentabile ad alcool invece che a benzina; anche se il consumo di alcool era superiore, il suo costo inferiore a quello raggiunto dalla benzina a causa della crisi petrolifera, lo rendeva una valida alternativa ai carburanti tradizionali. Questa tecnologia sta alla base dell'attuale motore Flex.

## Il contesto
Ne apparvero molte versioni successive, sia sul mercato brasiliano che su quello argentino, alcune riconoscibili da denominazioni come Fiat Spazio o Fiat Brio, Fiat Vivace e Fiat Sorpasso. La versione di punta era la GLS.
Il nome "Fiat 147" comparve pochissimo nei listini ufficiali italiani, tuttavia quest'automobile arrivò comunque sul mercato nazionale "mascherata" variamente nella gamma 127. Nel 1979 la 147, con alcune modifiche che le conferivano un aspetto da piccolo fuoristrada, viene importata in Italia come "127 Rustica", nel 1980 la carrozzeria e la scocca vengono utilizzate per la 127 Diesel (che, in pratica, differiva dalla 147 solo per il motore); la "127 Panorama" e alcune versioni del Fiat Fiorino erano inoltre basate sulla 147; infine la 147 venne importata tra il 1983 e il 1987 come 127 Unificata.
Anche alcune 147 vennero importate in Italia con tale nome per un breve periodo all'inizio degli anni 80.

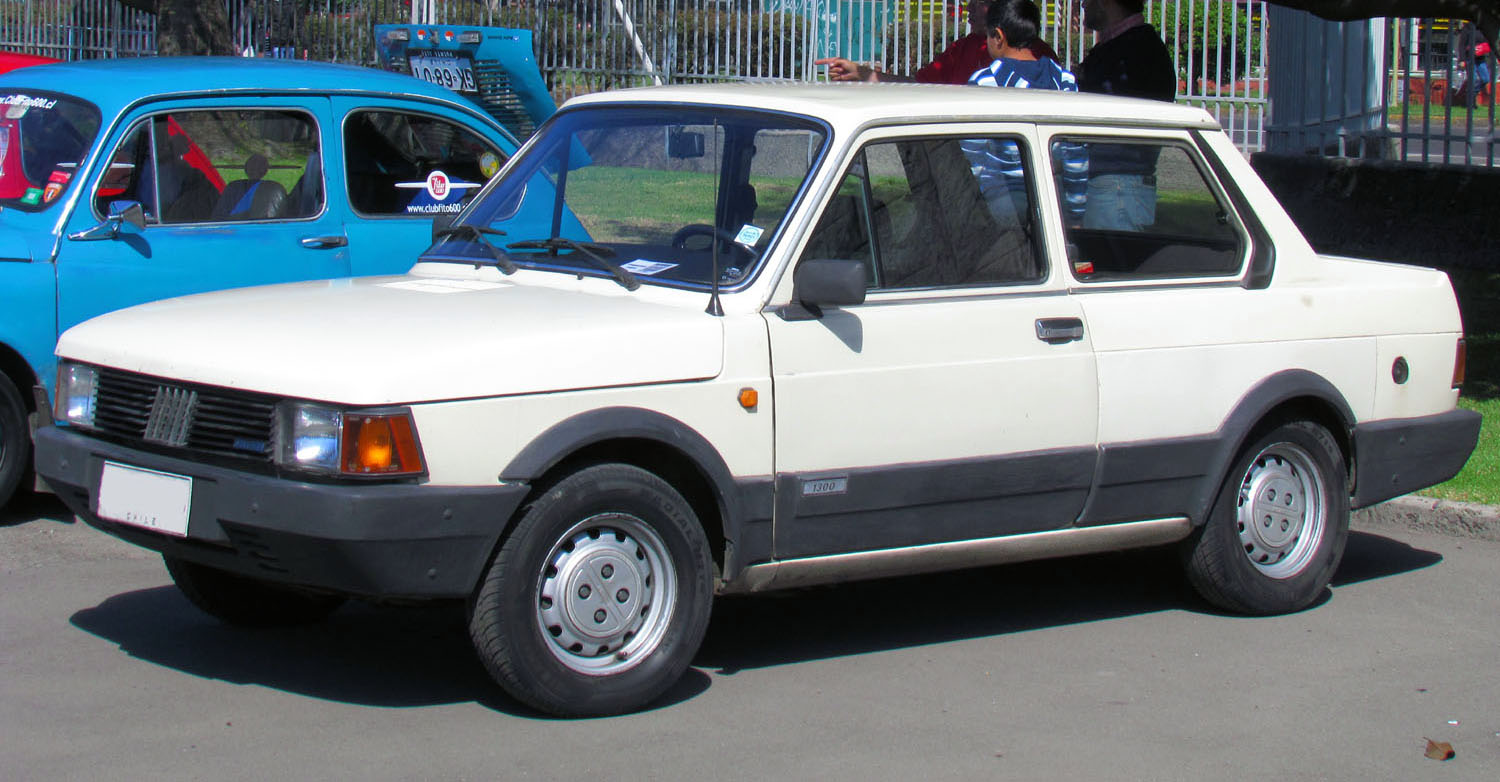
Una Fiat Oggi

Venne sostituita nel 1986 dalla Fiat Uno e nel 1987 dalla Fiat Premio Weekend per quanto riguarda la Fiat 147 Panorama, ma continuò a essere prodotta fino al 1996.
Dallo stesso telaio, nella versione allungata utilizzata dalla Panorama della lunghezza di 3.966 mm, e con una motorizzazione da 1.300 cm³, venne ricavata anche una versione berlina a tre volumi chiamata Fiat Oggi, prodotta in Brasile dal 1983 al 1985, che poteva vantare uno dei bagagliai più spaziosi nelle auto di questa categoria.
La produzione fu di 232.807 esemplari in Argentina tra il 1981 ed il 1996, e di 709.210 in Brasile tra il 9 luglio 1977 ed il 1986, anno in cui fu definitivamente sostituita dalla Fiat Uno.